# Пармиђано ређано
Пармиђано ређано (итал. Parmigiano-Reggiano) италијанска је врста тврдог грануларног сира. Овај сир потиче из околине града Парме, по којој је добио име. Исправно и допуштено име је једино Parmigiano-Reggiano, али оно је законом заштићено и сме да га носи само сир произведен у окрузима Парма, Ређо Емилија, Модена, Болоња и Мантова, под надзором тела овлаштеног за контролу и заштиту порекла и квалитета (Consorzio del formaggio Parmigiano-Reggiano). Parmesan („пармезан“; придев „пармански“ у француском језику) широм је света распрострањен комерцијални назив за имитације овог сира. Италија је након вишедеценијске борбе за заштиту бренда најзад постигла да пресудом Суда правде Европске уније од 26. фебруара 2008. на тржишту Европске уније буде забрањена употреба имена Parmesan. 
Parmigiano Reggiano и Parmesan заштићене су ознаке порекла (PDO) за сиреве произведене у горе наведеним окрузима према италијанским и европским законима. Изван ЕУ, назив Parmesan сме се употребљавати за сличне сиреве, при чему се само пуни италијански назив недвосмислено односи на PDO Parmigiano Reggiano.
Зову га „краљ сирева“, за неке је „практично савршена храна“, а 2023. године водич TasteAtlas изабрао је пармиђано ређано за најбољи сир на свету.
Пармиђано ређано се прави од крављег млека. Свеже помужено млеко се меша са обраним млеком помуженим претходне вечери. Мешавина се сипа у бакром обложене судове, додаје јој се сурутка, а температура се подиже на 33–35 . Млеко се згрушава 10–12 минута. Згуснута маса се разбија у зрна величине пиринчаног зрна. Затим се температура пажљиво подиже на 55 . Сир се остави да стоји 45–60 минута. Потом се ставља у памучну тканину, па у кружне калупе. Припремљени колутови сира (просечне масе око 38 килограма) стављају се у слану воду на 20–25 дана, а онда се остављају да одлеже најмање годину дана. 

По правилу, краве које дају млеко за израду пармиђано ређана хране се само травом или сеном. Једини допуштени додатак је со, обично морска. Пармиђано ређано мора дуж целог обода форме да носи утиснуте натписе „PARMIGIANO-REGGIANO“, „D.O.P.“, „CONSORZIO TUTELA“ и матични број сирарске радионице. На површини форме мора бити утиснут натпис C.F.P.R. и алфанумерички код којим се на јединствен начин идентификује свака појединачна форма.

## Индустрија
Сви произвођачи сира пармиђано ређано припадају Конзорцијуму сирева пармиђано ређано (Consorzio del Formaggio Parmigiano Reggiano), који је основан 1928. године. Поред постављања и спровођења стандарда за PDO, конзорцијум такође спонзорише маркетиншке активности.
Према подацима из 2017, сваке године се произведе око 3,6 милиона колутова (око 137.000 метричких тона) сира пармезан; за то се употреби око 18% укупног млека произведеног у Италији.
Већина радника у италијанској млечној индустрији припада синдикату CGIL. Како се млађи Италијани у млечној индустрији запошљавају углавном у фабрикама или канцеларијама, места радника који оду у пензију попуњавају имигранти, па тренутно 60% радника у индустрији пармезана чине имигранти из Индије, од којих су скоро сви Сики.

## Употреба
Пармиђано ређано се обично ренда преко јела од тестенине, меша у супе и рижоте и једе самостално. Често се брије или ренда преко других јела, као што су салате.
Траке и комади најтврђих делова коре понекад се ставе да се крчкају у супама, чорбама и сосовима ради додавања укуса. Могу се и пећи и јести као ужина ако на њима нема воска. Такође, могу се потопити у маслиново уље или употребљавати у корпи на пари док се паром кува поврће.

## Историја
Пармиђано ређано помиње још 1348. године Бокачо у трећој новели осмог дана „Декамерона“, у којој се помиње „планина сва од нарибаног пармезана“.
Током Великог пожара у Лондону 1666. године, будући посланик Самјуел Пипс у свом дневнику је записао да је закопао свој „пармезан, као и своје вино и неке друге ствари“ да би их сачувао.
Пармиђано ређано је на мети организованог криминала у Италији, нарочито мафије, односно Каморе, која пресреће доставне камионе на Аутопуту А1 у северној Италији између Милана и Болоње, крадући пошиљке. Сир на крају продају у јужној Италији. Између новембра 2013. и јануара 2015. године, једна организована криминална група украла је 2039 колутова пармиђано ређана из више складишта у северној и централној Италији.
Конзорцијум сирева пармиђано ређано прогласио је 27. октобар „Даном пармиђано ређана“.
Овај дан прослављања „краља сирева“ настао је након два земљотреса која су погодила област порекла у мају 2012. године. Разарање је било огромно: расељене су десетине хиљада становника, урушене су фабрике, и тешко су оштећене историјске цркве, звоници и друге знаменитости.

## Арома и хемијске компоненте
Пармиђано има много активних једињења ароме, укључујући различите алдехиде и бутирате. Бутерна киселина и изовалеринска киселина заједно понекад се употребљавају за опонашање доминантних арома.
Пармиђано је такође посебно богат глутаматом. Садржи чак 1,2 g глутамата у 100 g сира. Висока концентрација глутамата објашњава јак умами укус пармиђана.

## Неевропски пармезан
Пармезан произведен ван Европске уније чини породица тврдих сирева направљених од крављег млека и инспирисаних оригиналним италијанским сиром. Углавном су бледо жуте боје и обично се конзумирају нарендани на јелима као што су тестенине, цезар салата и пица. Неки амерички пармезан се продаје већ нарендан и одлежао је мање од 12 месеци.
Унутар Европске уније, термин Parmesan по закону се сме употребљавати да се означи једино пармиђано ређано, који се мора производити у ограниченом географском подручју, употребом строго дефинисаних метода. У многим областима ван Европе, термин Parmesan је уопштен и може означавати било који од бројних тврдих сирева за рендање у италијанском стилу, често под називом који подсећа на оригинал, као што је Parmesan, Parmigiana, Parmesana, Parmabon, Real Parma, Parmezan, или Parmezano. Од европске пресуде да се Parmesan не сме употребљавати као уопштени назив, компанија Крафт свој рендани сир у Европи продаје и рекламира под називом Pamesello.

### Неевропска производња
Пармезан је у различитим законодавствима ван Европе различито дефинисан. У Сједињеним Државама, Кодекс федералних прописа укључује Стандард идентитета за „пармезан и ређано сир“. Исти дефинише и аспект производног процеса и аспект крајњег резултата. Конкретно, пармезан мора бити направљен од крављег млека, сушен најмање 10 месеци, и садржати највише 32% воде и најмање 32% млечне масти у чврстој материји.
Компанија Крафт је велики северноамерички произвођач пармезана и продаје га од 1945. године.
Више неевропских произвођача пармезана оштро се противи покушајима Европске уније да назив Parmesan заштити глобално, тврдећи да је главни циљ контрола трговине.